# Sphenomorphus papuae
Sphenomorphus papuae là một loài thằn lằn trong họ Scincidae. Loài này được Kinghorn mô tả khoa học đầu tiên năm 1928.